# 2 Tessalonicenses 1
2 Tessalonicenses 1 é o primeiro capítulo da Segunda Epístola aos Tessalonicenses, de autoria do Apóstolo Paulo (junto com Silas e Timóteo), que faz parte do Novo Testamento da Bíblia.

## Estrutura
1. Saudação e ação de graças v. 1-3
2. Consolo
a) Palavras de consolo à igreja perseguida, v. 4-6
b) O grande contraste entre o destino glorioso dos crentes, na vinda de Cristo, e o destino dos ímpios não arrependidos, v. 7-12

## Manuscritos originais
- O texto original é escrito em grego Koiné.
- Alguns dos manuscritos que contém este capítulo ou trechos dele são:
  - Papiro 30
  - Codex Vaticanus
  - Codex Sinaiticus
  - Codex Alexandrinus
  - Codex Freerianus
  - Codex Claromontanus
- Este capítulo é dividido em 12 versículos.